# Unione Sportiva Fiumana 1940-1941
Questa voce raccoglie le informazioni riguardanti l'Unione Sportiva Fiumana nelle competizioni ufficiali della stagione 1940-1941.

## Rosa
| N. |                   | Ruolo | Calciatore      |
| -- | ----------------- | ----- | --------------- |
|    | Italia (bandiera) | C     | Pompeo Bertok   |
|    | Italia (bandiera) | P     | Tullio Dapretto |
|    | Italia (bandiera) | D     | Bruno Hervatin  |
|    | Italia (bandiera) | A     | Rodolfo Kregar  |
|    | Italia (bandiera) | C     | Luigi Lavarino  |
|    | Italia (bandiera) | A     | Alceo Lipizer   |
|    | Italia (bandiera) | C     | Ervino Loik     |
|    | Italia (bandiera) | D     | Giovanni Maras  |

| N. |                   | Ruolo | Calciatore           |
| -- | ----------------- | ----- | -------------------- |
|    | Italia (bandiera) | P     | Antonio Pedron       |
|    | Italia (bandiera) | A     | Bruno Quaresima      |
|    | Italia (bandiera) | D     | Angelo Santin        |
|    | Italia (bandiera) | C     | Carlo Sepich         |
|    | Italia (bandiera) | D     | Vladimiro Tiblias    |
|    | Italia (bandiera) | A     | Rodolfo Volk         |
|    | Italia (bandiera) | A     | Bruno Luigi Zambelli |

## Risultati

### Serie C

#### Girone A

##### Girone di andata
| Fiume 20 ottobre 1940 1ª giornata | Fiumana | 0 – 0 referto | Treviso | Stadio Comunale del Littorio\| Arbitro: \| Venutti \| |
| Arbitro:                          | Venutti |               |         |                                                       |

| Arbitro: | Carminati (Milano) |

|          |           |               |
| Baldi 1’ | Marcatori | 53’ Quaresima |

| 3 novembre 1940 3ª giornata |  | – Turno di riposo |  |  |

| Arbitro: | Pizzato |

|                      |           |                 |
| Corponi 32’ Cozzarin | Marcatori | 57’ (rig.) Volk |

| Fiume 17 novembre 1940 5ª giornata                         | Fiumana   | 2 – 0 referto | Schio | Stadio Comunale del Littorio |
| \| \| \| \| \| Gregar 60’ Quaresima 75’ \| Marcatori \| \| |           |               |       |                              |
|                                                            |           |               |       |                              |
| Gregar 60’ Quaresima 75’                                   | Marcatori |               |       |                              |

| Ferrara 24 novembre 1940 6ª giornata | Ferrara  | 0 – 0 referto | Fiumana | \| Arbitro: \| Zambotto \| |
| Arbitro:                             | Zambotto |               |         |                            |

| Arbitro: | Vittori (Gorizia) |

|                                           |           |                    |
| Gregar 1’ Quaresima 4’, 60’ Volk 64’, 79’ | Marcatori | 44’ (rig.) Brustia |

| Pola 15 dicembre 1940 8ª giornata | Grion Pola         | 0 – 0 referto | Fiumana | \| Arbitro: \| Niccolini (Ancona) \| |
| Arbitro:                          | Niccolini (Ancona) |               |         |                                      |

| Fiume 22 dicembre 1940 9ª giornata | Fiumana | 0 – 0 referto | Rovigo | Stadio Comunale del Littorio\| Arbitro: \| Marini \| |
| Arbitro:                           | Marini  |               |        |                                                      |

| Arbitro: | Cossutto (Trieste) |

|  |           |               |
|  | Marcatori | 24’ Quaresima |

| Arbitro: | Cappelli |

|                            |           |  |
| Lipizer Quaresima 86’, 89’ | Marcatori |  |

| Arbitro: | Tiberio |

|          |           |            |
| Ciani 5’ | Marcatori | 50’ Gregar |

| Arbitro: | Venutti (Trieste) |

|                                                 |           |  |
| Quaresima 36’ Coverlizza 46’ Volk 62’, 74’, 82’ | Marcatori |  |

| Arbitro: | Bellè (Venezia) |

|  |           |           |
|  | Marcatori | 25’ Poggi |

| Arbitro: | Camorana |

|                |           |                 |
| Loik ?’ (rig.) | Marcatori | 18’ Comar Faini |

##### Girone di ritorno
| Treviso 9 febbraio 1941 16ª giornata | Treviso          | 0 – 0 referto | Fiumana | \| Arbitro: \| Tassini (Verona) \| |
| Arbitro:                             | Tassini (Verona) |               |         |                                    |

| Arbitro: | Clemente (Gorizia) |

|                                                 |           |                                |
| Sepich 15’, ?’, 88’ Zambelli 16’, 36’ Poggi 86’ | Marcatori | 53’ Rioda 75’ (rig.) De Marchi |

| 23 febbraio 1941 18ª giornata |  | – Turno di riposo |  |  |

| Fiume 2 marzo 1941 19ª giornata | Fiumana            | 0 – 0 referto | Valdagno | Stadio Comunale del Littorio\| Arbitro: \| Cossutto (Trieste) \| |
| Arbitro:                        | Cossutto (Trieste) |               |          |                                                                  |

| Arbitro: | Giambone (Venezia) |

|  |           |           |
|  | Marcatori | 85’ Poggi |

| Fiume 16 marzo 1941 21ª giornata | Fiumana | 0 – 0 referto | Ferrara | Stadio Comunale del Littorio |

| Belluno 23 marzo 1941 22ª giornata                               | Belluno   | 1 – 2 referto      | Fiumana |  |
| \| \| \| \| \| Brustia 59’ \| Marcatori \| 5’ Sepich 77’ Volk \| |           |                    |         |  |
|                                                                  |           |                    |         |  |
| Brustia 59’                                                      | Marcatori | 5’ Sepich 77’ Volk |         |  |

| Arbitro: | Marini |

|            |           |  |
| Sepich 17’ | Marcatori |  |

| Rovigo 6 aprile 1941 24ª giornata | Rovigo | 0 – 0 referto | Fiumana |  |

| Fiume 13 aprile 1941 25ª giornata | Fiumana | – n.d. | San Donà | Stadio Comunale del Littorio |

| Arbitro: | De Benedetti |

|                                      |           |                              |
| Calligaris 10’, 21’, 59’ Freschi 47’ | Marcatori | 25’ (aut.) Lui 65’ Paulinich |

| Arbitro: | Guarda (Venezia) |

|                             |           |                  |
| Leone 3’ Volk 15’, 44’, 75’ | Marcatori | Merlach 56’ Zaro |

| Arbitro: | Venuti (Trieste) |

|                                 |           |                       |
| Cosolo 24’ Bernardis 76’ (aut.) | Marcatori | 38’ Loik 81’ Zambelli |

| Fiume 29 maggio 1941 29ª giornata | Fiumana | 2 – 0 A tav. (forfait) referto | Pro Gorizia | Stadio Comunale del Littorio |

| Arbitro: | Coletti (Treviso) |

|              |           |                |
| Flumiani 68’ | Marcatori | 40’ Coverlizza |

#### Girone finale B

##### Girone di andata
| Arbitro: | Galeati (Bologna) |

|                             |           |                |
| Piccinini 38’ Tondonati 78’ | Marcatori | 30’ Coverlizza |

| Arbitro: | Ciamberlini (Genova) |

|                           |           |                              |
| Colombi 15’ Trevisani 86’ | Marcatori | 57’ (rig.) Volk 80’ Zambelli |

| Arbitro: | Galeati (Bologna) |

|                                        |           |                              |
| Gregar 21’ Quaresima 60’ Volk 73’, 79’ | Marcatori | 13’ Ancillotti 59’ Ostromann |

##### Girone di ritorno
| Arbitro: | Scarpi (Dolo) |

|                                                 |           |               |
| Quaresima 2’ Coverlizza 22’ Volk 42’ Gregar 59’ | Marcatori | 43’ Tondonati |

| Arbitro: | Limido (Milano) |

|                         |           |  |
| Gregar 50’ Zambelli 87’ | Marcatori |  |

| Arbitro: | Mazza (Napoli) |

|              |           |                |
| Ostroman 14’ | Marcatori | 50’ Coverlizza |

### Coppa Italia
| Trieste 22 settembre 1940 Turno preliminare                                | Ponziana  | 1 – 2 referto      | Fiumana |  |
| \| \| \| \| \| Iachsettig 13’ (rig.) \| Marcatori \| Volk 74’ Quaresima \| |           |                    |         |  |
|                                                                            |           |                    |         |  |
| Iachsettig 13’ (rig.)                                                      | Marcatori | Volk 74’ Quaresima |         |  |

| Pola 29 settembre 1940 Primo turno          | Grion Pola | 0 – 1 referto | Fiumana |  |
| \| \| \| \| \| \| Marcatori \| 15’ Leone \| |            |               |         |  |
|                                             |            |               |         |  |
|                                             | Marcatori  | 15’ Leone     |         |  |

| Fiume 13 ottobre 1940 Secondo turno                                      | Fiumana   | 4 – 0 referto | CRDA Monfalcone | Stadio Comunale del Littorio |
| \| \| \| \| \| Volk 31’, 32’, 60’ (rig.) Zambelli 37’ \| Marcatori \| \| |           |               |                 |                              |
|                                                                          |           |               |                 |                              |
| Volk 31’, 32’, 60’ (rig.) Zambelli 37’                                   | Marcatori |               |                 |                              |

| Arbitro: | Cossutto (Trieste) |

|                             |           |             |
| Quaresima 38’, 41’ Volk 53’ | Marcatori | 11’ Ronconi |

| Arbitro: | Bellè (Venezia) |

|                    |           |               |
| Quaresima 24’, 68’ | Marcatori | 70’ Michelini |

| Arbitro: | Venutti (Trieste) |

|  |           |           |
|  | Marcatori | 97’ Lippi |